# Gare d'Echizen-Takefu
La gare d'Echizen-Takefu (越前たけふ駅, Echizen-Takefu-eki) est une gare ferroviaire située dans la ville d'Echizen, dans la préfecture de Fukui au Japon. Elle est exploitée par la West Japan Railway Company (JR West).

## Situation ferroviaire
La gare d'Echizen-Takefu est située au point kilométrique (PK) 440,4 de la ligne Shinkansen Hokuriku.

## Histoire
La gare a été inaugurée le 16 mars 2024, à l'occasion du prolongement de la ligne Shinkansen Hokuriku à Tsuruga.

## Service des voyageurs

### Accueil
La gare dispose d'un bâtiment voyageurs, avec guichets, ouvert tous les jours.

### Desserte
- Ligne Shinkansen Hokuriku :
  - voie 1 : direction Kanazawa, Toyama et Tokyo
  - voie 2 : direction Tsuruga